# Gutenberg-Gletscher
Der Gutenberg-Gletscher ist ein 13 km langer Gletscher in der antarktischen Ross Dependency. In der Holyoake Range der Churchill Mountains fließt er in nordwestlicher Richtung zwischen Mount Hubble und Mount Richter zum Starshot-Gletscher.
Das Advisory Committee on Antarctic Names benannte ihn im Jahr 2003 nach dem deutschen Seismologen Beno Gutenberg (1889–1960), der 1935 an der Entwicklung der Richterskala zur Bestimmung der Stärke von Erdbeben beteiligt war.